# 宋文憲
宋 文憲（そう ぶんけん、ソン・ムンホン、朝鮮語: 송문헌、1892年（高宗29年 / 明治25年）6月16日　- 1970年8月24日）は、明治から昭和にかけての朝鮮総督府官僚。日本名は山木文憲。位階は正五位、勲位は勲四等。平安北道参与官、朝鮮総督府中枢院参議などを歴任した宋文華は兄。

## 経歴
1892年に漢城府で生まれた。1911年（明治44年）官立漢城外国語学校を卒業。1912年（明治45年）から朝鮮総督府に奉職し、1915年（大正4年）から碧潼郡書記、博川郡書記、龍仁郡書記を歴任した。1920年（大正9年）朝鮮総督府内務局勤務を経て、1923年（大正12年）に青松郡守に昇進し、醴泉郡守、尚州郡守を歴任。1930年（昭和5年）に慶尚北道理事官兼内務部産業課長に昇進し、慶尚南道産業課長、京畿道産業課長、江原道参与官、咸鏡南道参与官を経て、1940年（昭和15年）に創氏改名。1942年（昭和17年）1月に黄海道知事に任ぜられた。同年10月には忠清南道知事に転じ、1945年6月16日まで在任した。道知事在職時には国民総力黄海道連盟、国民総力忠清南道連盟会長を兼任し、1942年（昭和17年）にシンガポール陥落を祝い、月刊誌「東洋之光」に寄稿した。
死後は親日反民族行為者に認定された。